# Neal Steinhauer
Neal Steinhauer (ur. 18 sierpnia 1944, zm. 7 września 2020) – amerykański lekkoatleta, kulomiot.
W Tokio w 1967 zdobył złoty medal uniwersjady z  wynikiem 19,19 m. W tym samym roku w Winnipeg został srebrnym medalistą igrzysk panamerykańskich z wynikiem 19,45 m. Jeden raz wywalczył mistrzostwo Stanów Zjednoczonych (1967) i dwukrotnie wicemistrzostwo tego kraju (1966, 1967).
W 1967 ustanowił cztery halowe rekordy świata. Swój rekord życiowy (21,01 m) ustanowił 25 marca 1967 w Sacramento.